# Лісіппа
Лісіппа (дав.-гр. Λυσίππη — у грецькій міфології одна з перших амазонок, цариця амазонок, засновниця Теміскіри .

## Міфологія
Згідно з переказами, Лісіппа була однією з цариць амазонок . Вона образила богиню кохання Афродіту своєю зневагою до шлюбу і прихильністю до війни . Проте, амазонка, мабуть, заводила знайомства з чоловіками, оскільки мала кількох дітей. Зокрема, відомо, що від якогось Беросса вона народила сина, якого назвала Танаїс . Син Лісіппи виріс дуже скромним, уникав спілкування з жінками, із презирством ставився до шлюбу, шанував лише одного бога війни Ареса .
Як свідчать легенди, Афродіта вирішила покарати амазонку та її сина за їх схильності. Вона зробила так, що Танаїс без тями закохався у красуню-матір . Згідно з іншим варіантом міфу, Афродіта вселила їм обом, Лісіппі та її синові, любовну пристрасть один до одного. Танаїс спочатку боровся з цим, але, не маючи сили здолати злочинний потяг до власної матері і бажаючи залишитися непорочним, він стрибнув в Амазонську річку й потонув. На згадку про нього річку перейменували, назвавши його ім'ям — Танаїс (нині — Дон) .
Після трагедії дух Танаїса переслідував Лісіппу, і вона була змушена покинути ці місця . Разом із доньками амазонка побрела уздовж Понта Евксинського (Чорного моря) до берегів річки Терме . Там Лісіппа звела величезне місто Теміскіру у дельті річки . У ньому вона встановила такий порядок, що «чоловіки повинні робити всі домашні справи, а жінки — битися і правити».
Лісіппа успішно воювала з сусідніми племенами, підкорила багато народів, дійшла до самого Танаїса (Дона) . Усе здобуте під час завойовницьких походів вона витрачала на будівництво храмів Аполлона і Артеміди . Здійснивши всі ці подвиги, Лісіппа героїчно загинула в одному з боїв .
Її дочка Іпполіта, ставши спадкоємицею, зуміла перевершити матір у примноженні слави свого царства. Вона ввела навчання для дівчаток із семирічного віку; відтепер вони повинні були осягати грамоту, проходити заняття з фізичного й духовного виховання, вчитися древнім таїнствам зцілення, навичкам полювання, звикати переносити тяготи війни . Дочці Лісіппи підкорилося багато народів від Танаїса до самої Фракії . З таким же успіхом правили царством і її послідовниці .